# Cudowni chłopcy (film)
Cudowni chłopcy (ang. Wonder Boys) – amerykańska komedia obyczajowa z 2000 roku w reżyserii Curtisa Hansona. Adaptacja książki Michaela Chabona pod tym samym tytułem. Zdjęcia kręcono w Pittsburghu.
Film był nominowany do nagrody Akademii Filmowej w trzech kategoriach, zdobywając jedną statuetkę za najlepszą piosenkę – „Things Have Changed”, w wykonaniu Boba Dylana.

## Fabuła
Grady Tripp, starzejący się profesor uniwersytetu i pisarz, boryka się z przeciwnościami losu: nie wydał nic od czasu wielkiej powieści sprzed siedmiu lat i wplątuje się w liczne, nieudane związki z kobietami. Nadszedł najczarniejszy dzień w jego życiu: pani rektor uczelni, w której wykłada oświadcza, że jest z nim w ciąży, opuściła go żona, wplątał się w zabójstwo psa swego przełożonego i kradzież cennego żakietu Marilyn Monroe, a jeden z jego studentów zaczyna przejawiać skłonności samobójcze.

## Obsada
- Michael Douglas jako prof. Grady Tripp
- Tobey Maguire jako James Leer
- Frances McDormand jako Dean Sara Gaskell
- Robert Downey Jr. jako Terry Crabtree
- Katie Holmes jako Hannah Green
- Rip Torn jako Quentin ‘Q’ Morewood
- Jane Adams jako Oola
- Richard Thomas jako Walter Gaskell